# Трагом птице додо
„Трагом птице додо” је југословенска телевизијска серија снимљена 1988. године у продукцији ТВ Сарајево.

## Улоге
| Глумац         | Улога                   |
| -------------- | ----------------------- |
| Зенит Ђозић    | Страшимир               |
| Неле Карајлић  | (као Др. Неле Карајлић) |
| Дадо Џихан     | члан банде              |
| Младен Јеличић | Водитељ                 |
| Дарко Остојић  | члан банде              |

Комплетна ТВ екипа ▼
| Редитељ              | Тимоти Џон Бајфорд  |                          |
| Сценариста           | Тимоти Џон Бајфорд  |                          |
| Композитор           | Дадо Јехан          | (као Забрањено Пушење)   |
| Композитор           | Неле Карајлић       | (као Забрањено Пушење)   |
| Композитор           | Сејо Сеxон          | (као Забрањено Пушење)   |
| Композитор           | Јадранка Стојаковић | (као Јадранка Стојковић) |
| Директор фотографије | Љубо Кочовић        | (1988)                   |
| Монтажер             | Зијад Мехић         | (1988)                   |
| Одсек за звук        | Предраг Додер       | тон мајстор (1988)       |
| Одсек за звук        | Жељко Живковић      | асистент звука (1988)    |
| Остала екипа         | Ниџара Мехић        | секретар режије (1988)   |